# Eurypleuron owasianum
Eurypleuron owasianum is een straalvinnige vissensoort uit de familie van parelvissen (Carapidae). De wetenschappelijke naam van de soort is voor het eerst geldig gepubliceerd in 1953 door Matsubara.